# V jako Vendeta (film)
V jako Vendeta (v anglickém originále V for Vendetta) je německo-britsko-americký antiutopický thriller z roku 2006, který natočil James McTeigue na motivy stejnojmenného grafického románu od Alana Moorea a Davida Lloyda. V hlavních rolích se představili Natalie Portman a Hugo Weaving. Alan Moore, který nebyl spokojen se dvěma předchozími filmovými adaptacemi svých komiksů (Z pekla a Liga výjimečných), odmítl snímek V jako Vendeta zhlédnout a požádal, aby nebyl uveden ve filmových titulcích.
Společnost Warner Bros. původně plánovala premiéru filmu na 4. listopad 2005 (den před 400. nocí Guye Fawkese), nakonec ale byla odložena. Do amerických kin byl snímek, jehož rozpočet činil 54 milionů dolarů, uveden 17. března 2006, přičemž celosvětové tržby dosáhly 132,5 milionů dolarů.

## Příběh
Na konci 20. let 21. století jsou Spojené státy americké zachváceny válkou a Evropu postihla pandemie neznámého viru. Z Velké Británie se stal fašistický policejní stát, v jehož čele stojí nejvyšší kancléř Sutler, jehož lidé zvolili v naději na zavedení pořádku. Jednoho večera, 4. listopadu, je Evey Hammondová, jež pracuje ve státní televizi BTN, zachráněna neznámým mužem v masce Guye Fawkese, který si nechá říkat V. Ten jí postupně odhalí svoje plány na svržení diktatury.

## Obsazení
- Natalie Portman jako Evey Hammondová
- Hugo Weaving jako V
- Stephen Rea jako Eric Finch
- Stephen Fry jako Gordon Deitrich
- John Hurt jako nejvyšší kancléř Adam Sutler
- Tim Pigott-Smith jako Peter Creedy
- Rupert Graves jako Dominic Stone
- Roger Allam jako Lewis Prothero
- Ben Miles jako Dascombe
- Sinead Cusack jako doktorka Delia Surridgeová
- Natasha Wightman jako Valerie Pageová
- John Standing jako Anthony James Lilliman
- Eddie Marsan jako Brian Etheridge